# Station Langemark
Station Langemark is een voormalig spoorwegstation in het Langemark, deelgemeente van Langemark-Poelkapelle. Het lag aan spoorlijn 63. Tot 2006 werd het station gebruikt als brandweerkazerne voor de brandweer Langemark.
0,0: Torhout ·
6,7: Kortemark ·
9,7: Sint-Jozef ·
12,9: Staden ·
16,9: Westrozebeke ·
19,7: Poelkapelle ·
22,7: Langemark ·
27,1: Boezinge ·
31,0: Brielen ·
32,3: Ieper